# 제인스 어딕션
제인스 어딕션(Jane's Addiction)은 미국의 록 밴드이다.

## 디스코그래피
- Nothing's Shocking (1988)
- Ritual de lo habitual (1990)
- Strays (2003)
- The Great Escape Artist (2011)